# 힐다 칼렌
힐다 마리아 칼렌(스웨덴어: Hilda Maria Carlén, 1991년 8월 13일 ~ )은 스웨덴의 여자 축구 선수이다. 포지션은 골키퍼이며, 현재 스웨덴 다말스벤스칸의 린셰핑 FC 소속으로 활약하고 있다.

## 클럽 경력
2009년에 LdB FC 말뫼(현재의 FC 로셍오르드)에 입단한 이후에 백업 골키퍼로 활동했으며 2010년에 린셰핑 FC로 임대 이적한 이후에도 백업 골키퍼로 활동했다. 2013년에 엘리테탄 소속 여자 축구 클럽인 함마르뷔 IF에 입단하면서부터 주전 골키퍼로 활약했고 2014년부터 2017년까지 피테오 IF 소속으로 활동했다. 2018년에 린셰핑 FC로 이적했다.

## 국가대표 경력
2008년부터 2010년까지 스웨덴 여자 U-19 축구 국가대표팀 선수로 활약했으며 벨라루스에서 개최된 2009년 UEFA U-19 여자 축구 선수권 대회, 독일에서 개최된 2010년 FIFA U-20 여자 월드컵에 참가했다.
2015년 2월 12일에 열린 핀란드와의 경기에 처음 출전하면서 스웨덴 여자 축구 국가대표팀 선수로 데뷔했고 2차례의 FIFA 여자 월드컵(2015년, 2019년), 1차례의 UEFA 유럽 여자 축구 선수권 대회(2017년), 1차례의 하계 올림픽(2016년 리우데자네이루 하계 올림픽)에 참가했다. 2016년 리우데자네이루 하계 올림픽에서는 스웨덴의 올림픽 여자 축구 은메달 획득에 기여했다.

## 사생활
힐다 칼렌의 아버지인 페르 칼렌(Per Carlén)은 스웨덴의 핸드볼 감독을 역임했으며 과거에는 스웨덴 핸드볼 국가대표팀 선수로 활약했다. 힐다 칼렌의 어머니인 마르가레타 칼렌(Margareta Carlén), 힐다 칼렌의 오빠인 오스카르 칼렌(Oscar Carlén) 또한 핸드볼 선수로 활약했다.

## 수상

### 클럽
린셰핑 FC
- 여자 스벤스카 수페르쿠펜 1회 우승 (2010)

LdB FC 말뫼
- 다말스벤스칸 1회 우승 (2011)
- 여자 스벤스카 수페르쿠펜 2회 우승 (2011, 2012)

### 국가대표
- 2016년 리우데자네이루 하계 올림픽 여자 축구 은메달